# Jean-François de la Trémoille
Jean-François de la Trémoille (França, 1465 - Milão, 19 de junho de 1507) foi um cardeal do século XVI.

## Primeiros anos
Nasceu em França em 1465, (sem local encontrado). Segundo filho de Luís I, senhor de La Trémoille, visconde de Thouars, e Marguerite d'Amboise, duquesa da Bretanha. Seu primeiro nome também está listado como Jehan; e seu sobrenome como Trémoville e como Trimoille. As fontes francesas apenas mencionam Jean como primeiro nome do cardeal. Da mesma família, mas de um ramo diferente como o Cardeal Joseph-Emmanuel de la Trémoille (1706).

## Juventude
Cânon do capítulo da catedral de Orléans. Tentou, sem sucesso, obter a sé de Agen, que contestava, de Leonardo Grosso della Rovere em 1487. Cânone do capítulo da catedral de Castres, 1488. Abade commendatório da abadia beneditina de Saint-Benoît-sur-Loire de 1488 até a morte dele. Apostólico protonotário.

## Episcopado
Eleito arcebispo de Auch em 5 de novembro de 1490. Consagrado (nenhuma informação encontrada). Abade comendador de Notre-Dame de Granatina, diocese de Lisieux, 4 de outubro de 1496. Abade comendador de Saint-Laurence de Poitiers, 29 de agosto de 1499. Administrador da sé de Poitiers, 5 de dezembro de 1505; ocupou o cargo até sua morte.

## Cardinalato
Criado cardeal sacerdote no consistório de 18 de dezembro de 1506; morreu antes de receber o chapéu vermelho e o título.
Morreu em Milão em Antes de 19 de junho de 1507, de febre contínua. Sepultado na igreja colegiada de Notre-Dame, Thouars; seu coração foi depositado na igreja dos franciscanos de Milão